# Oficina de Envigado
La Oficina de Envigado, également connue sous le nom de La Oficina, est une organisation criminelle (Bacrim) en Colombie, originaire de la ville de Envigado, Antioquia. Elle a été dirigée par Mario Alberto Castaño Molina (El Chopo) entre 1986 et 1993. L’organisation est née comme un combo sicarial au service du cartel de Medellín puis est devenue une organisation criminelle ou bande criminelle (BACRIM), nom donné par l’ex-président Álvaro Uribe au crime organisé et à la restructuration des groupes des Autodéfenses. Ses activités principales sont concentrées dans l’Aire métropolitaine de Valle de Aburrá.

## Histoire
Elle a été fondée à l’origine dans la ville de Medellín à la fin des années 80 et au début des années 90, gérée par Mario Alberto Castaño "El Chopo", responsable de l’aile sicariale du Cartel de Medellín. On ne connaissait alors que "la Oficina", chargée du recrutement et de l’organisation des sicarios, de la distribution des armes et du paiement des assassinats de membres de la Police nationale et du DAS dans les rues de Medellín. Lorsque le cartel fut démantelé, Diego Murillo Bejarano "Don Berna", qui faisait partie du groupe à l’origine et était sous le commandement des frères Galeano, décida de prendre le contrôle de la bande, la restructurant et réussissant à unifier les combos criminels de la ville auxquels elle rendait service, ce qui provoqua une guerre entre ces groupes pour le contrôle territorial de leurs zones d’influence. Cette guerre prit fin lorsque Murillo organisa les combos délinquants en une seule association criminelle. Murillo s’était battu à l’époque contre Pablo Escobar, après que ce dernier ait ordonné la mort de ses associés dans le cartel et leurs chefs : Fernando Galeano et Gerardo Moncada, en rejoignant le groupe des Los Pepes pour pouvoir l’éliminer. Après la mort d’Escobar et la dissolution des Pepes, La Oficina commença à fonctionner, mais désormais comme partie des Autodéfenses unies de Colombie (AUC), sous le nom de Bloque Cacique Nutibara. Murillo organisa des opérations de trafic de drogue en son nom. La Oficina contrôlait alors une bande qui fut, à son époque, l’un des groupes sicariales les plus redoutés du pays : La Terraza.
Après la démobilisation des AUC en 2006, Murillo, prenant le contrôle total de l’Oficina de Envigado, fut arrêté pour l’assassinat d’un homme politique local, bien qu’il réussît à gérer son empire depuis la prison et conclut un accord avec les autorités pour cesser d’utiliser son pouvoir et maintenir la violence à un minimum. En 2008, Murillo fut extradé vers les États-Unis avec d’autres leaders paramilitaires pour des délits de narcotrafic, ce qui provoqua la séparation des milices rurales de La Oficina de l’organisation, formant ensuite la bande criminelle connue sous le nom de "Los Paisas". Elle fut aussi affectée en interne à cause de la guerre déclenchée à Medellín entre deux combos rivaux appartenant à l’organisation : l’un dirigé par Maximiliano Bonilla, alias ‘Valenciano’ (capturé en Venezuela en 2011) et l’autre dirigé par Erick Vargas, alias Sebastián (arrêté dans sa ferme en dehors de Medellín en août 2012); une guerre qui causa la mort de plus de 6 000 personnes entre 2008 et 2012, directement ou indirectement impliquées avec La Oficina, ainsi que des problèmes avec le Clan del Golfo qui, selon des informations de renseignement des États-Unis, furent réglés par une trêve en 2013 pour mettre fin au conflit entre ces deux bandes criminelles.
Après la chute de Sebastián, Freiner Ramírez García, alias ‘Carlos Pesebre’, prit la tête ; il fut capturé dans la municipalité antioquienne de Urrao en 2013.
Le dernier chef connu, Julián Andrey González Vásquez, alias ‘Barny’, fut arrêté en janvier 2015 à Medellín en provenance de Costa Rica.
Bien que son organisation soit affaiblie en structure et en effectifs (même les autorités de Medellín déclarent que l’organisation en tant que telle n’existe plus), La Oficina reste active mais réduite à certains quartiers de Medellín et Bello, ainsi que dans la municipalité voisine de Envigado. En août 2015, un autre chef de cette organisation, Fredy Alonso Mira Pérez, alias ‘Fredy Colas’, s’est rendu à la DEA.
Le pouvoir de La Oficina fut divisé entre cinq membres discrets ; on disait qu’ils avaient corrompu plusieurs membres de la Police à Envigado et plusieurs autorités locales, ce qui faisait passer leurs activités inaperçues. Leurs chefs, à l’exception d’un seul, n’avaient pas de mandats d’arrêt jusqu’en 2016 : Carlos Arturo Arredondo Ortiz, alias ‘Mateo’ ; Edward García Arboleda, alias ‘Orión’ ; Juan Carlos Mesa Vallejo, alias ‘Tom’ ; Diego Alberto Muñoz Agudelo, alias ‘Diego Chamizo’ ; et Carlos Arturo Hernández Ossa, alias ‘Duncan’ (ce dernier étant le seul avec mandat d’arrêt, exécuté le 31 décembre 2015 lorsqu’il fut capturé au Pérou, tentant de se réfugier dans ce pays pour échapper aux autorités colombiennes),.
Malgré cette situation, le gouvernement des États-Unis a inclus dans la Lista Clinton les quatre autres chefs de La Oficina pour suspicion d’activités illicites. En juillet 2016, le Département d'État des États-Unis émit un mandat d’arrêt contre alias Tom pour narcotrafic, s’ajoutant à celui émis en Colombie le même mois. De même, un mandat d’arrêt fut émis en octobre 2016 contre alias Diego Chamizo, devenu effectif début décembre de la même année ;
ce même mois, alias Orión fut retrouvé mort à Envigado, avec des signes de torture sur son corps, laissant entendre qu’il avait été assassiné par des membres de l’organisation cherchant sa restructuration, après les coups portés par les autorités colombiennes.
Bien que Juan Carlos Mesa Vallejo, alias « Tom », fût la figure visible de La Oficina, il travaillait en association avec quatre autres hommes au sein de l’organisation, divisée en « odines » ou Organizaciones Delincuenciales Integradas al Narcotráfico, chacun ayant un vaste secteur à Medellín et dans les municipalités voisines : Alias Mateo (qui s’est rendu au Panama à la DEA en octobre 2017), le capturé Diego Chamizo ; Carlos Mauricio Soto Isaza, alias « Soto » (capturé en mars 2017) et Pedro Javier Piedrahíta Ceballos, alias « Pedro Pistolas » ; ce dernier aurait corrompu la totalité d’un poste de police à Medellín et des procureurs du siège régional de le Parquet général de la Nation, ce qui a empêché l’émission d’un mandat d’arrêt à son encontre, générant des divergences entre le parquet et la mairie de Medellín, divergences résolues par la démission, en septembre 2016, du directeur de la Fiscalía de la ville de l’époque. Alias Tom a été capturé par la police, avec plusieurs associés importants de La Oficina, le 9 décembre 2017, alors qu’il célébrait son anniversaire dans une finca de la municipalité antioquienne de El Peñol, ce qui constitue un coup décisif pour l’Odín sous son commandement et pour la structure de l’organisation criminelle, puisque c’est Mesa Vallejo qui avait conclu l’alliance avec le Clan del Golfo afin de mettre fin à l’affrontement entre ces deux groupes criminels et ainsi établir une relation d’affaires illicite.
L’une des choses qui a attiré l’attention des autorités lors de l’opération, en plus des armes, des voitures de luxe, de la vedette, des bijoux et de l’argent saisi, fut la présence à la fête de Jhon Jairo Velásquez, alias « Popeye », ancien chef des tueurs à gages de Pablo Escobar, chef du défunt Cartel de Medellín, libéré en 2014 après avoir purgé près de 24 ans de prison pour environ 300 meurtres. Popeye, selon les informations des autorités, aurait entretenu une relation d’amitié avec Tom depuis des années ; cependant, il a été libéré faute de preuve qu’une des armes saisies lui appartenait, mais il reste sous enquête pour une possible relation criminelle avec Mesa Vallejo ou avec un membre de La Oficina,,.
Selon les informations de la DEA et du parquet, parmi les possibles successeurs de Tom à la tête de La Oficina figureraient Geová Buriticá, alias « Camilo Chata », également inscrit sur la Liste Clinton, et Jorge Vallejo, alias « Vallejo », capturé en mars 2018, qui était en outre le lien vers la direction suprême. Un autre scénario possible serait une restructuration du commandement de l’organisation criminelle, car à Medellín et dans son aire métropolitain existe une division latente au sein du crime organisé, qui pourrait provoquer des actes violents dans la ville : d’un côté, les groupes (« combos ») qui suivent les lignes directrices de Tom et, de l’autre, ceux alignés avec José Leonardo Muñoz Martínez, alias « Douglas », chef d’un combo rattaché à La Oficina, dont il est un membre de première ligne, mais qui n’exerce aucun pouvoir puisqu’il est détenu à la Prison de Cómbita (Boyacá) depuis 2009, purgeant une peine de 32 ans de prison,.
En 2017, Gustavo Villegas, secrétaire à la sécurité de la mairie de Medellín sous le mandat de Federico Gutiérrez, a été arrêté, accusé de concierto para delinquir aggravé. Il a ensuite été condamné pour abus d’autorité et ses liens avec La Oficina de Envigado ont été documentés ; Villegas avait accès à toutes les informations de renseignement de la police et des forces armées, informations qu’il remettait à La Oficina de Envigado pour éviter l’arrestation des chefs de l’organisation criminelle. Villegas fut l’intermédiaire entre l’administration municipale et La Oficina de Envigado, ce qui a été mis en évidence lors des réunions entre l’administration municipale et le groupe criminel.
Bien qu’elle soit considérée comme une organisation criminelle visant à tirer profit d’activités illégales, la direction collégiale de l’époque a publié en mars 2016 un communiqué à l’opinion publique, exprimant sa volonté de négocier un éventuel processus de paix avec le gouvernement, ce qui a suscité des avis partagés. Pour sa part, le gouvernement, par l’intermédiaire du bureau du Commissaire pour la paix de la Colombie, a indiqué que les Groupes Armés Organisés (GAO), comme on appelle depuis 2016 les Bandas Criminales (BACRIM), n’ont pas de statut politique ; par conséquent, le seul processus accepté par le gouvernement avec eux est celui de la soumission à la justice.
Le 7 février 2018, l’un des chefs actuels de La Oficina, Sebastián Murillo, alias « Lindolfo » ou « Lindo », est capturé par la police à Medellín avec 6 autres personnes liées à l’organisation criminelle. Au moment de son arrestation, la mannequin et présentatrice de télévision colombienne Vaneza Peláez, avec qui il était marié depuis 6 ans et avec laquelle il a deux filles, se trouvait dans son appartement, bien que la célébrité ait déclaré qu’ils étaient séparés. Peláez est également propriétaire d’une entreprise de maillots de bain, supposément en partenariat avec Daniela Ospina, ex-épouse du footballeur James Rodríguez ; cette entreprise aurait apparemment été utilisée pour blanchir de l’argent provenant d’activités illicites, et pourrait donc être soumise à l’extinction de domaine par l’État. Pour ces faits, Peláez a été licenciée de l’émission Sábados Felices du Canal Caracol, ce qui l’a marquée auprès de l’opinion publique ; de plus, les autorités ont trouvé d’autres liens entre Lindolfo et des membres du showbiz colombien, comme le chanteur-compositeur Pipe Bueno,.
Le 4 mars 2018, Elkin Triana Bustos, alias « El Patrón », chef de l’Odín Los Triana intégrée à La Oficina, est capturé alors qu’il fêtait avec sa famille dans un lotissement rural situé dans la municipalité antioquienne d’Amagá. Le 9 juin de la même année, John Alexánder Restrepo, alias « Diomedes » ou « El Mono », chef de l’Odín La Unión, organisation également liée à La Oficina et faisant l’objet d’une notice rouge d’Interpol pour enlèvement extorsif aggravé, est capturé. Le 19 août 2018, Juan Carlos Castro, alias « Pichi », désigné comme le remplaçant d’alias Tom à la tête de La Oficina, est capturé ; il se serait caché à Tolú, dans le département de Sucre, avec 6 de ses gardes du corps, cherchant à échapper à la traque des autorités colombiennes.
Le 25 mars 2019, il a été capturé à Piedecuesta, département de Santander. Barbas avait déjà été arrêté en 2008 pour trafic de drogue et extradé vers les États-Unis, où il a été emprisonné jusqu’en 2013, année où il est revenu en Colombie. Súarez avait été arrêté lors de la même opération dans laquelle est tombé l’alias Tom, mais comme à l’époque il n’avait pas été possible de prouver son lien criminel avec la Oficina de Envigado, il a rapidement retrouvé sa liberté.
Le 11 juin de la même année, Jhon Fredy Yepes Hoyos, alias « Clemente », qui avait assumé le rôle de chef financier de La Oficina après la capture de l’alias Tom, a été arrêté dans une zone rurale de Envigado. Clemente était supposément celui qui organisait les revenus collectés par les groupes de l’organisation criminelle issus d’activités illicites, contrôlant également 70 % des groupes criminels de l’aire métropolitaine de Medellín.

## Activités
En plus du microtrafic de drogues et de l’extorsion de commerçants, la Oficina contrôle également à Medellín et dans son aire métropolitaine un grand nombre de prêteurs illégaux d’argent (plus connus sous le nom de « gota a gota » ou « pagadiario »), de casinos et d’établissements de jeux de hasard utilisés pour le blanchiment d'argent issu de ses activités illicites.
La Oficina entretient des liens avec des autorités locales et la police. Elle avait des alliances avec Los Rastrojos (actuellement démantelés) et le défunt cartel de Los Zetas ; avec ce dernier, elle a perdu de l’influence en raison de la capture des principaux dirigeants de La Oficina, ce qui a entraîné la perte des contacts internationaux de l’organisation, situation dont a profité le Clan del Golfo pour leur retirer le marché du narcotrafic avec le cartel mexicain.
Grâce à l’alliance que l’alias Tom avait conclue avec le Clan del Golfo pour mettre fin à leur affrontement, les affaires illicites ont repris avec Los Zetas, vraisemblablement avec la faction appelée Cartel du nord-est, mais désormais avec moins de revenus, n’étant plus que des intermédiaires pour blanchir l’argent des Mexicains, ces derniers étant affaiblis par la persécution des autorités mexicaines et leurs guerres internes qui les ont laissés décimés et réduits en 2018, presque au bord de la disparition, affaiblissant également la structure financière de La Oficina. Ils auraient été contraints, semble-t-il, d’acheter Los Caparrapos dans le Bajo Cauca pour ne pas disparaître, ce qui n’a pas abouti, l’organisation ayant été démantelée en 2021 par les autorités colombiennes, dans le cadre de l’opération Aquiles.